# Kitty Swan
Pour les articles homonymes, voir Swan.
Kitty Swan est une actrice danoise née le 25 mai 1943 à Copenhague, Danemark.

## Filmographie

### Cinéma
- 1966 : Moi, moi, moi et les autres (Io, io, io... e gli altri) d'Alessandro Blasetti : Une fille sous la douche
- 1966 : Un homme à moitié (Un uomo a metà) de Vittorio De Seta : Une fille au parc
- 1966 : Le Retour des loups (Borman) de Bruno Paolinelli : La fille Waterski
- 1966 : Deux loufoques attaquent la Banque d'Italie (Come svaligiammo la banca d'Italia) de Lucio Fulci : une fille au night-club (non créditée)
- 1966 : Technique d'un meurtre (Tecnica di un omicidio) de Francesco Prosperi : La fille au lit avec Tony
- 1966 : New York dans les ténèbres (Perry Grant, agente di ferro) de Luigi Capuano : La fille à la plage
- 1967 : Plus féroces que les mâles (Deadlier Than the Male) de Ralph Thomas : Le quatrième assassin
- 1967 : Dernier Sursaut pour cinq indésirables (Ballata da un miliardo) de Gianni Puccini : Valeria
- 1967 : Opération frère cadet (OK Connery) d'Alberto De Martino : Un co-agent sur le navire
- 1967 : Gungala, la vierge de la jungle (Gungala la vergine della giungla) de Romano Ferrara : Gungala
- 1967 : La Maison des mille poupées (La casa de las mil muñecas) de Jeremy Summers et Hans Billian (version espagnole) : Doll
- 1968 : Gungala, la panthère nue (Gungala la pantera nuda) de Ruggero Deodato : Gungala
- 1969 : Tarzan en la gruta de oro de Manuel Caño : La reine des amazones
- 1972 : Tarzan y el arco iris de Manuel Caño : Irula
- 1972 : La Patrouille du ciel (Forza 'G') de Duccio Tessari : Une motarde